# Hydnophytum moseleyanum
Hydnophytum moseleyanum là một loài thực vật có hoa trong họ Thiến thảo. Loài này được Becc. mô tả khoa học đầu tiên năm 1884.